# Église Sainte-Agathe de Kleinblittersdorf
 (juillet 2018).
Si vous disposez d'ouvrages ou d'articles de référence ou si vous connaissez des sites web de qualité traitant du thème abordé ici, merci de compléter l'article en donnant les références utiles à sa vérifiabilité et en les liant à la section « Notes et références ».
L'église Sainte-Agathe (St. Agatha en allemand) se situe dans la commune allemande de Kleinblittersdorf, dans le land de la Sarre.

## Histoire
L'église est construite entre 1906 et 1908 d'après les plans de l'architecte Wilhelm Hector. La consécration de l'édifice a lieu le 24 mai 1911 en présence de l'évêque de Trèves Michael Felix Korum.
L'église subit d'importants dégâts au cours de la seconde Guerre Mondiale qui ne peuvent être réparés qu'à partir de 1948 par manque de matériel. La reconstruction du bâtiment s'achève en 1950. En 1966 l'autel subit une restauration et des transformations tandis que l'église est restaurée en 1988 et 1989.

## Architecture
L'église a été construite dans un style néo-roman selon un plan basilical à trois nefs, en forme de croix.
L'édifice est principalement construit en grès bigarré. La nef de l'église est divisée en une nef centrale et deux nefs latérales. Un transept jouxte la nef, suivi du chœur avec une abside semi-circulaire. L'édifice est surmonté par une voûte d'ogive.

## Orgue
Le premier orgue est installé dans l'église en 1914. L'orgue de 22 jeux est construit par la société Gebr. Späth Orgelbau de Mengen. L'église de dote d'un nouvel orgue en 1970.